# Megalitické řady v Carnacu

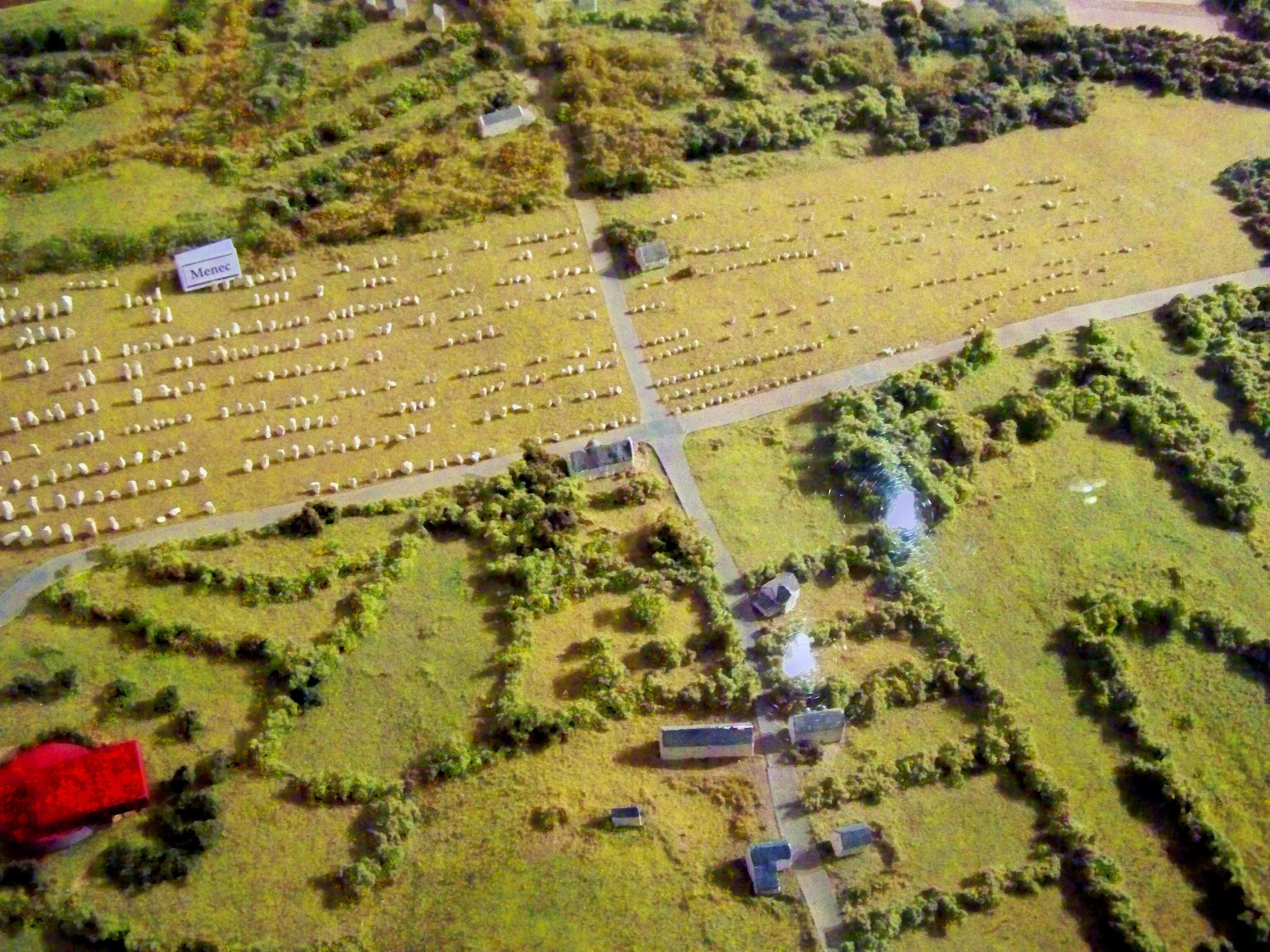
Pohled na řady Le Ménec

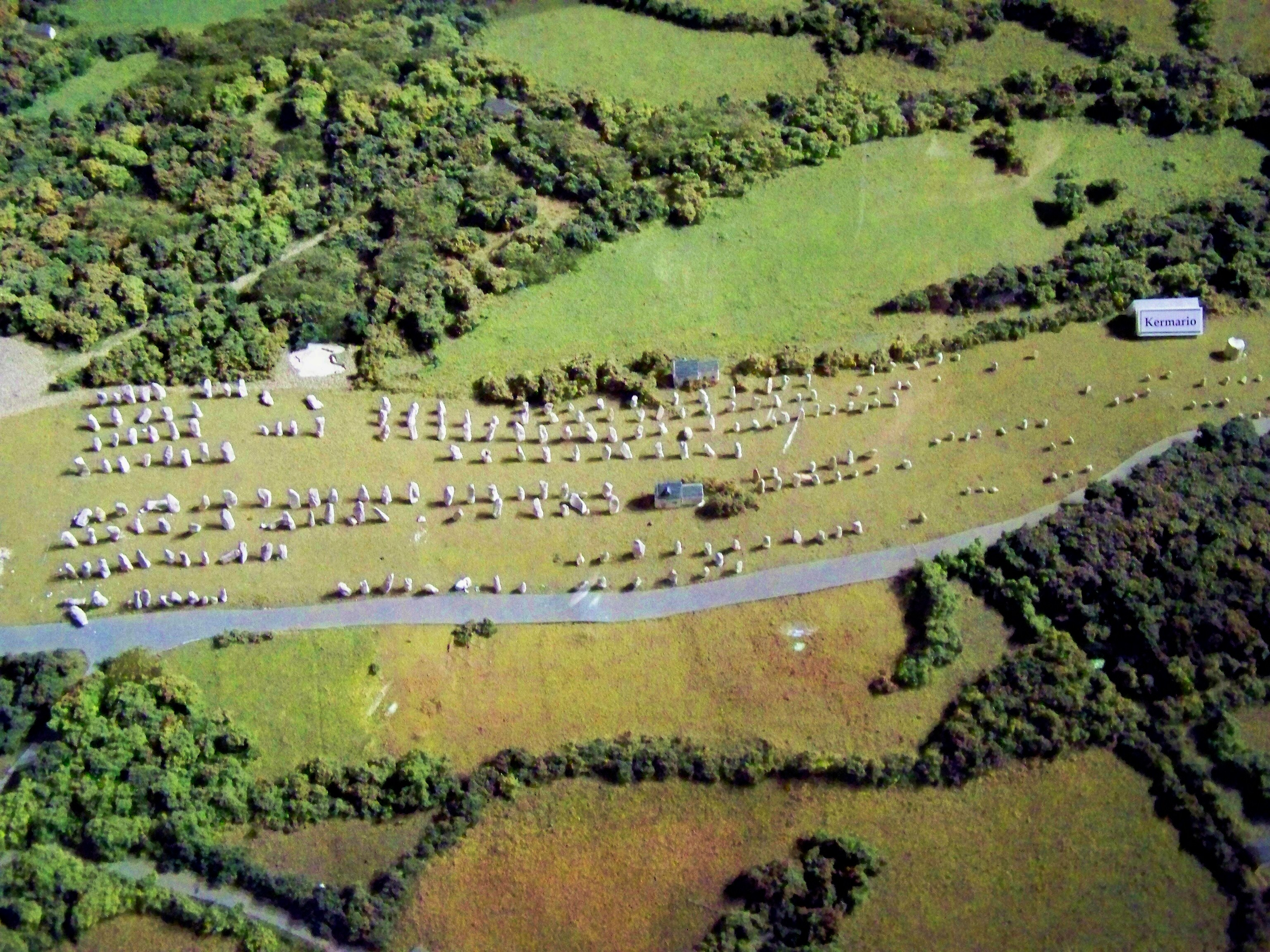
Pohled na řady Kermario

Megalitické řady v Carnacu (francouzsky Alignements mégalithiques de Carnac) jsou uskupení neolitických menhirů a dolmenů na více než čtyřech kilometrech v jižní Bretani. Nejznámější jsou aleje více než 4000 vztyčených kamenů rozestavěných v souběžných či vějířovitých řadách v délce asi 1 km u obce Carnac. Menhiry jsou od roku 1889 chráněny jako historická památka a od roku 2025 jsou i součástí světového kulturního dědictví UNESCO (společně s dalšími megality v oblasti).

## Výzkumy
Nejstarší vysvětlení existence menhirů přináší množství starých pověr, mnohdy spojených s křesťanskými světci. Nejznámějším příběhem je legenda o sv. Kornéliovi, který byl jako papež vyhnán z Říma a pronásledován římskými legiemi přes celou Galii. Poté, co došel až do Bretaně a dál už bylo jen moře, proměnil své pronásledovatele v kameny, které tak zůstaly vyrovnány v řadách za sebou.
Domněnky o původu na vědeckých základech pocházejí až od 2. poloviny 18. století. Amatérský archeolog a sběratel starožitností hrabě Anne Claude de Caylus v roce 1764 vyslovil myšlenku, že kameny pocházejí z doby galo-románské. F. z Pommereul v roce 1790 předpokládal keltský původ megalitů a tato hypotéza dlouho převládala.
Ale na konci 19. století archeologové James Miln a Zacharie Le Rouzic na základě archeologických průzkumů přinesli novou interpretaci. Snažili se ověřit, zda se jedná o kultovní místo a prokázali, že stavby vznikly mnohem dříve, ještě před příchodem Keltů. Během německé okupace se nacistická archeologie zajímala o kamenné řady v Carnacu ohledně prokázání indo-germanizace reginu národy přišlými ze severu přes moře. Na podzim 1940 byla vyslána výprava a s pomocí Luftwaffe byla vytvořena letecká topografie. Výzkum zaštiťoval přímo Alfred Rosenberg, stranický ideolog NSDAP. Průběh války tyto výzkumy přerušil.
Výzkumu, který trval 30 let, se věnoval Pierre Méreaux. Odmítl teorii kultu mrtvých a argumentoval, že dolmeny sloužily pravděpodobně jako primitivní seismografy, neboť Bretaň byla seismicky aktivní oblastí. Umístění a orientace menhirů mělo procházet seismickými zlomy.

## Historie
Menhiry byly vztyčeny v období neolitu v 5. až 2. tisíciletí př. n. l. Zdejší pravěké kmeny bydlely ve velkých dřevěných domech a zabývali se chovem a zemědělstvím. Vytvářely rozsáhlé kolektivní hrobky, obří stély, dolmeny a řady menhirů. Neolitičtí obyvatelé Bretaně zvládali manévrování s těžkými kameny pomocí kůlů a provazů, což prokázalo mnoho experimentů. Z místního kamene vytesali přes 3000 menhirů a rozestavili je poblíž Carnacu do různých uskupení. Největší menhir u obce Locmariaquer váží 300 tun a tvoří ho 20metrový žulový kámen.
K velkému poškození megalitických řad přispěl mimo jiné sv. Martin z Tours, který ve 4. stol n. l. v rámci svého horlivého christianizačního úsilí, jehož součástí bylo i ničení posvátných pohanských míst, nechal celé kilometry megalitických řad vykácet.

## Kompozice menhirů
Řady se táhnou borovými lesy a vřesovišti do dálky skoro osmi kilometrů a jsou pozoruhodným důkazem organizačních schopností dávných obyvatel tohoto kraje.
Místo je rozděleno do několika částí. V každé řadě jsou menhiry uspořádány v sestupném pořadí a každá část navazuje určitým úhlem na předchozí. V průměru kameny váží mezi 1 a 2 tunami, ale mnoho z nich je mnohem těžších. Každá řada končí více či méně viditelným megalitickým ohrazením. Přerušení řad je důsledkem poškození v průběhu staletí včetně výstavby přilehlých budov.
Od západu na východ se nacházejí u obce Carnac řady a uskupení nazvané Le Ménec, Toul-Chignan, Kermario, Le Manio, Kerlescan a Le Petit Ménec u obce La Trinité-sur-Mer.

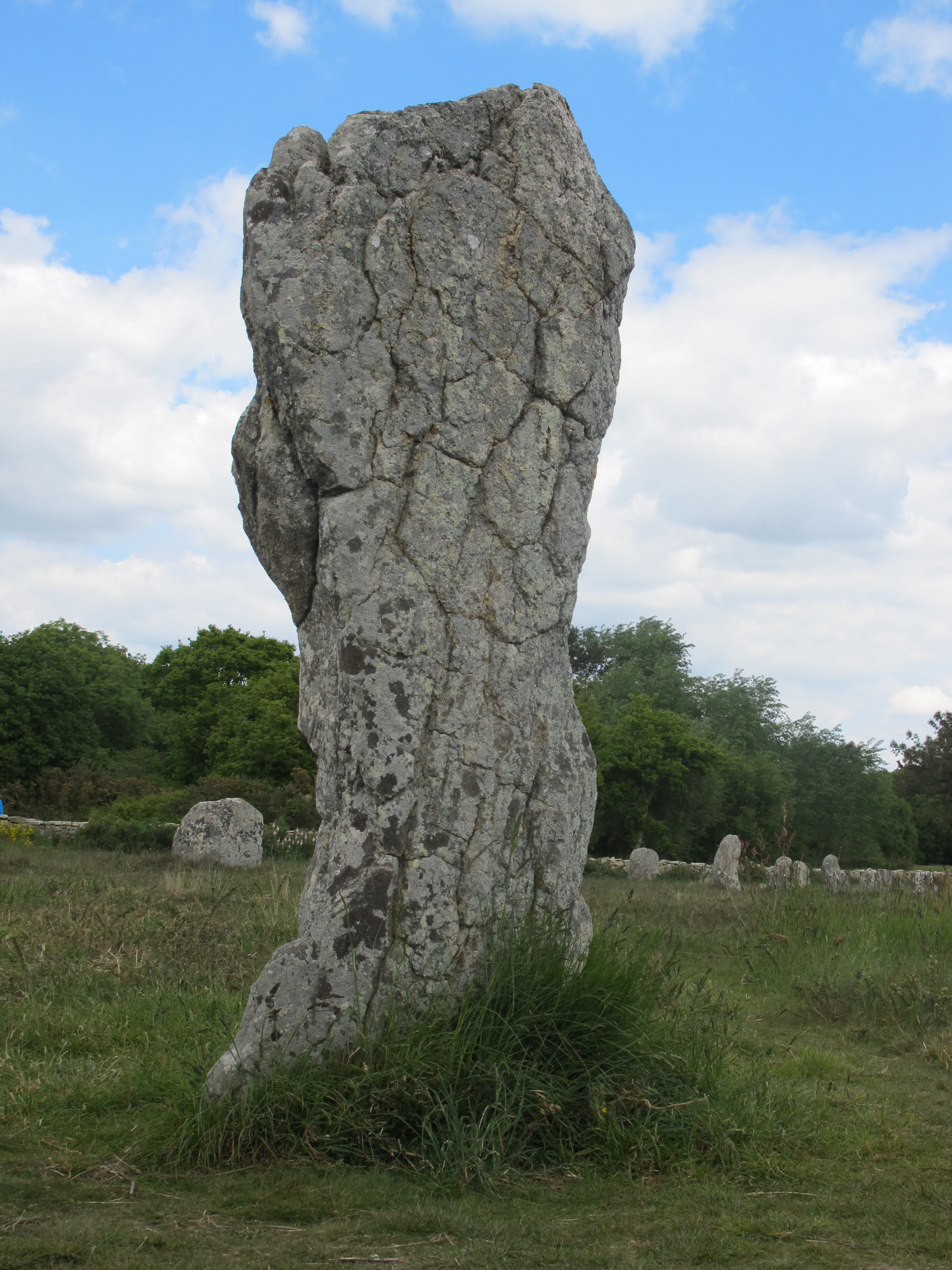
Nejstarší menhir v řadě Le Ménec

### Řady Le Ménec
Největší seskupení se nachází u vesničky Le Ménec blízko Carnacu, kde je skupina domků obklopena kromlechem tvořeným elipsou z 71 kamenů stojících těsně vedle sebe. Na východ od ohrady v Le Ménec stojí 1099 menhirů uspořádaných do 11 alejí, jež se táhnou v délce 1165 m v pásu širokém 100 m v 11 řadách. Kameny jsou srovnány podle výšky. Nejblíž k ohradě jsou největší, vysoké 3,7 metru, a dál se stále zmenšují, takže na konci měří jenom 0,9 m. Řady kamenů nejsou přímé; opisují mírnou křivku směrem k severovýchodu a končí u další kamenné ohrady ve vzdálenosti více než 0,8 km.

### Řady Kermario a Manio
Aleje v Kermariu nejsou tak rozsáhlé, ale obsahují největší kameny. Nejvyšší z těchto megalitů je víc než 7 metrů vysoký. V deseti řadách je zde umístěno 982 menhirů. Také tyto kameny se stejně jako v Le Ménec rychle zmenšují směrem ke konci seskupení o 1,2 km dál, kde jsou v pravém úhlu umístěny tři obrovské balvany.

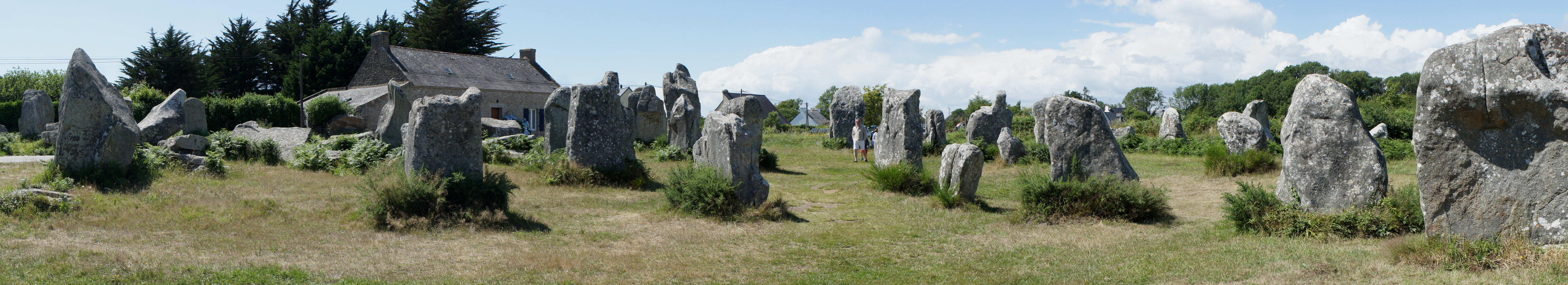
Tzv. Alignements de Kermario

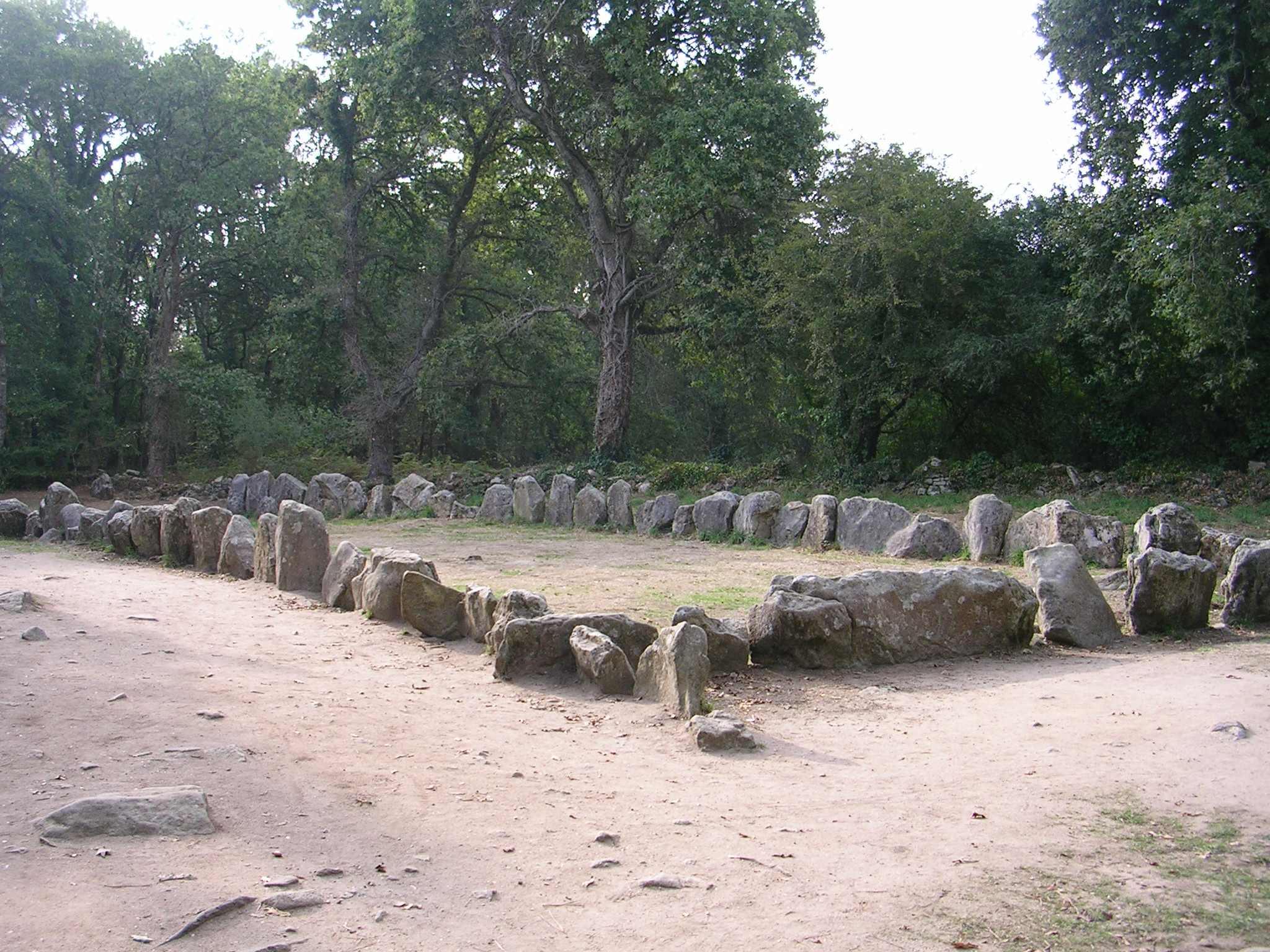
Tzv. Quadrilatère du Manio

Při stavbě vodní nádrže Kerloquet v 19. století byla zničena část řad. Nyní rozděluje řady mezi Kermario a Manio. Kerloquet obsahuje 82 menhiry.
Nedaleko odtud se nachází tzv. Quadrilatère du Manio (čtyřúhelník v Maniu), který tvoří několik žulových bloků o výšce jeden metr. Obklopují mohylu. Nachází se zde rovněž Géant du Manio (obr z Mania), který se zdvihá do výšky 6 metrů.

### Řady Kerlescan a Le Petit Ménec
Třetí skupina kamenů stojí ještě dál na východ u Kerlescanu. Je to čtvercová ohrada v těsné blízkosti 13 paralelních řad skládajících se z 540 kamenů na ploše 3,5 ha. Na jeho okraji se nachází kromlech ze 39 menhirů. Tato část je ze všech tří nejzachovalejší. A ještě dál východním směrem do lesa se nachází asi 100 kamenů skupiny Le Petit Ménec u obce La Trinité-sur-Mer.

## Ochrana
V zimním období (říjen-březen) je možné se k menhirům přiblížit neomezeně, ale během letní sezóny je přístup regulován z důvodu možného poškozování kamenů množstvím návštěvníků a kvůli snadné obnově vegetace, kterou z důvodu ekologické ochrany spásají ovce. Prohlídky v létě jsou možné pouze ve skupinách s průvodcem.

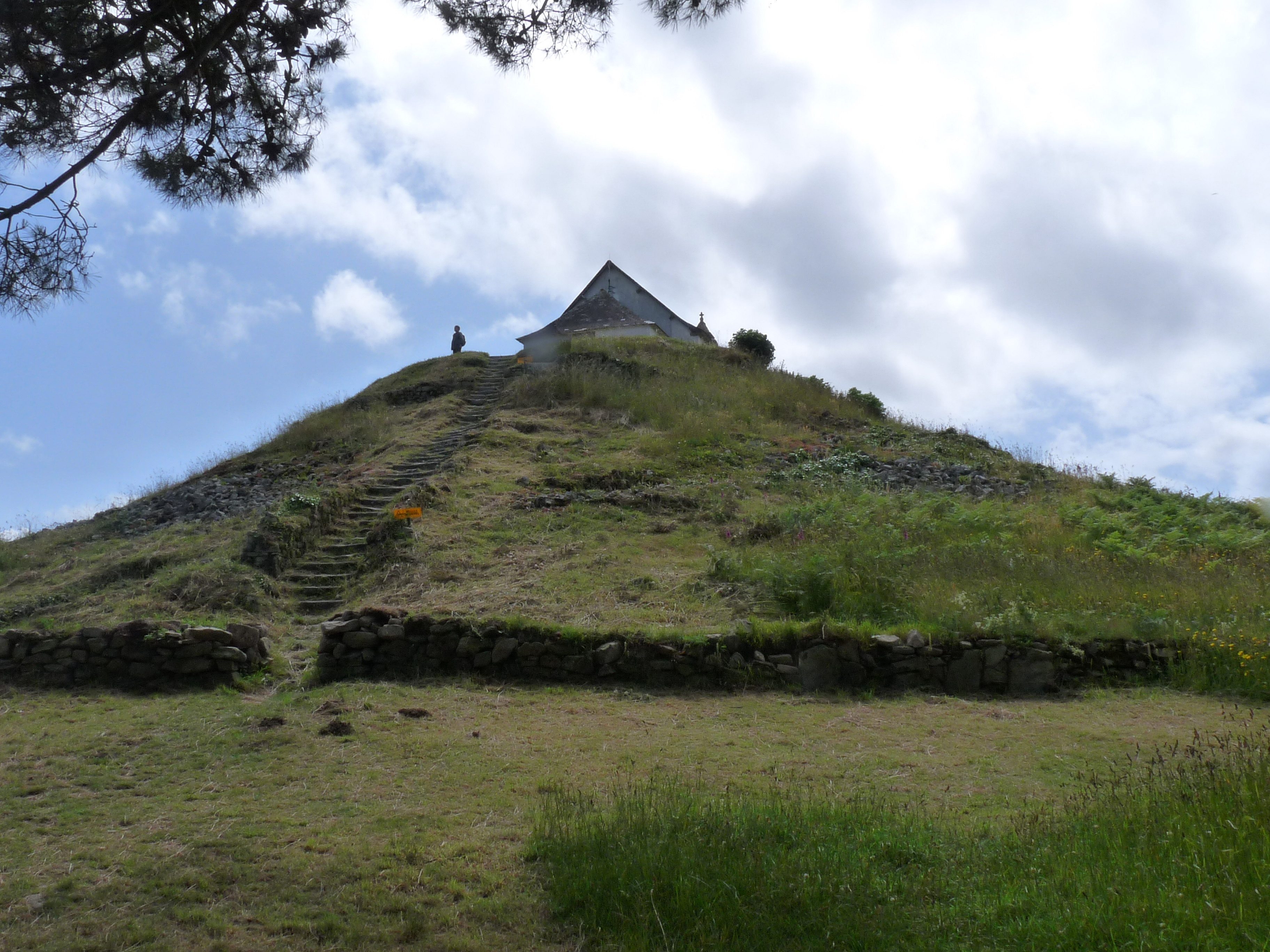
Mohyla Saint-Michel

## Další neolitické památky v okolí Carnacu
Poblíž Carnacu se nacházejí památky sloužící výhradně k pohřebním účelům:
- table des Marchand v Locmariaquer
- dolmen v Mané-Kerioned
- dolmeny v Kermario
- dolmeny v Cruz-moquen
- dolmeny v Kériaval
- dolmen v Clud-er-Yer
- dolmen v Nautério
- dolmeny v Kerlescan
- dolmeny v Kercado
- dolmen v Kerluir
- pahorky v Manio
- pahorky v Moustoir
- mohyla Saint-Michel